# Merry-sur-Yonne
Merry-sur-Yonne là một xã của Pháp,tọa lạc ở tỉnh Yonne trong vùng Bourgogne.

## Các xã giáp ranh
- Tổng Coulanges-sur-Yonne:
Crain và Mailly-le-Château;
- Tổng canton de Vézelay (quận Avallon):
Brosses và Châtel-Censoir.

## Hành chính
| Danh sách các thị trưởng |           |                             |      |         |
| Giai đoạn                | Giai đoạn | Tên                         | Đảng | Tư cách |
| tháng 3 năm 2001         | mars 2008 | Charles-Emile Siouffi       |      |         |
| mars 2008                |           | Bruno Jurien de La Gravière |      |         |

## Thông tin nhân khẩu
| 1882                                                 | 1962 | 1968 | 1975 | 1982 | 1990 | 1999 |
| ---------------------------------------------------- | ---- | ---- | ---- | ---- | ---- | ---- |
| 562                                                  | 208  | 227  | 210  | 227  | 211  | 181  |
| Số liệu lấy từ năm 1962: Dân số không tính hai trùng |      |      |      |      |      |      |